# Кардель, Эдвард
Эдвард Кардель (словен. Edvard Kardelj, 27 января 1910 года, Любляна, Австро-Венгрия — 10 февраля 1979 года, Любляна, Югославия) — югославский политический деятель словенского происхождения, видный идеолог правящей партии Союз коммунистов Югославии. Главный теоретик рабочего самоуправления в Югославии, один из авторов Конституции СФРЮ 1974 года и Закона об объединённом труде 1976 года.

## Биография

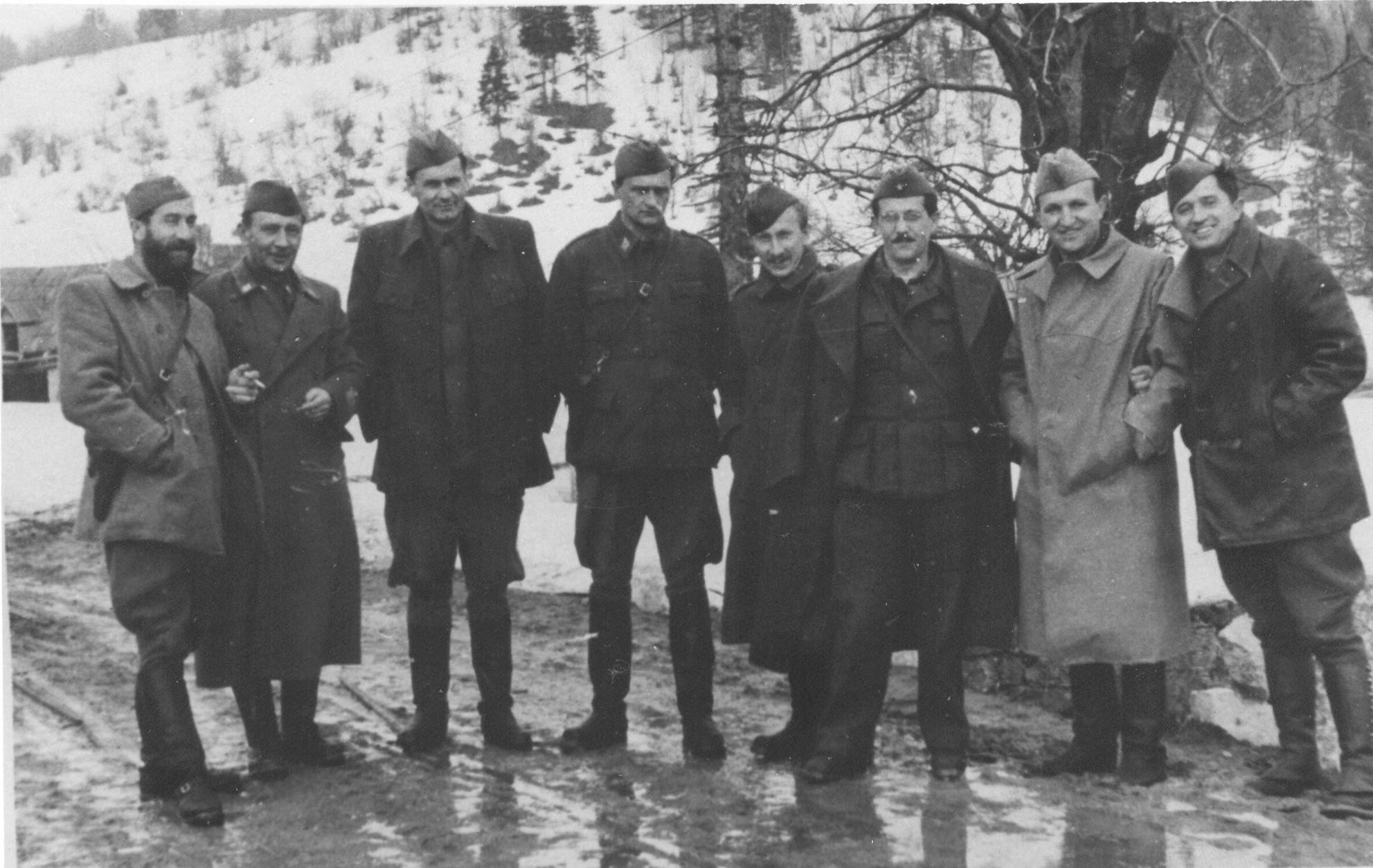
Слева направо: Влада Зечевич, Сулейман Филипович, Родолюб Чолакович, Тодор Вуясинович, Эдвард Коцбек, Эдвард Кардель, Владимир Бакарич и Раден Голубович

По образованию — школьный учитель. С 1926 года — член Союза коммунистической молодёжи, в 1928 году вступил в Коммунистическую партию Югославии. В 1930 году был осуждён на два года за коммунистическую деятельность. В 1935—1937 годах находился в эмиграции в Москве. С 1940 года — член Политбюро КПЮ.
В период Второй мировой войны был одним из организаторов антифашистского сопротивления в Словении (под псевдонимом Криштоф — Krištof), вошёл в переходное правительство Иосипа Броза Тито. В 1945, 1946—1963 годах — заместитель председателя правительства Югославии, в 1948—1953 занимал также пост министра иностранных дел. Возглавлял делегации Югославии на Парижской мирной конференции (1946), генеральных ассамблеях ООН в 1947—1950 годах. В 1955 году подписал декларацию о нормализации советско-югославских отношений. В 1963—1967 годах — председатель Союзной скупщины Югославии. До конца жизни был депутатом Союзной скупщины, сохранял ряд постов в партийных органах Югославии и Словении. В 1974—1979 годах — член Президиума Югославии.
С конца 1940-х годов вместе с председателем Плановой комиссии ФНРЮ Б. Кидричем работал над теорией рабочего самоуправления, ставшей основой экономической политики югославского правительства. После смерти Кидрича, в 1953 году, Кардель приобрёл репутацию главного теоретика самоуправления в Югославии и в этом качестве много лет был одним из ближайших соратников Тито. В 1966 году, после отставки своего политического оппонента Александра Ранковича, Кардель стал вторым человеком в государстве. Последовательно выступал за автономизацию и децентрализацию Югославии с намерением в конечном счёте преобразовать её в конфедерацию на базе экономической, а не этнической общности народов. Такой общности Кардель предполагал добиться на основе претворения в жизнь разработанной им теории широкого рабочего самоуправления. В 1974 году была принята новая Конституция СФРЮ, которая значительно ослабила федеральный центр, а в 1976-м был принят Закон об объединённом труде, который с целью упорядочивания самоуправления создавал многоступенчатую систему организаций объединённого труда (ООТ). ООТ формировались коллективами и могли выступать в роли хозяйствующих субъектов, а также принимать участие в формировании парламентов различных уровней. С небольшими изменениями она оставалась основой экономической политики Югославии до реформ «шоковой терапии» 1989 года, проведённых правительством Анте Марковича.
Взгляды Карделя сочетали, с одной стороны, марксистскую идею о движении к отмиранию государства и замену его, по Карделю, самоуправлением, а с другой стороны — понимание необходимости придания государственности субъектам Федеративной Югославии на пути к преобразованию её в некую стабильную форму государства, схожую с конфедерацией. 
В конце жизни Кардель утратил влияние на Тито, который всё больше времени проводил в узком кругу доверенных функционеров (в частности, Доланца и Любичича). В 1977 году была опубликована последняя работа Карделя — книга «Направления развития политической системы социалистического самоуправления». Эдвард Кардель умер в 1979 году.
Известен под псевдонимами «Бевц», «Сперанц», «Криштоф». Генерал-полковник Югославской народной армии в резерве. Почетный член Словенской, Сербской, Боснийско-Герцеговинской и Македонской академий наук, почетный доктор Люблянского университета. Награждён орденами Народного героя, Партизанской звезды, Народного освобождения, Братства и единства, «За храбрость».
В 1950—1954 и 1980—1990 его имя носил хорватский город Плоче, в 1979—1990 — Люблянский университет.
Ввёл термин «бюрократический социализм».

## Критика
Догматизм Карделя в условиях сохранения существовавшего федеративного устройства Югославии определил несостоятельность его политической концепции. К концу 1970-х годов утратила потенциал развития и «карделевская» модель экономики. Неэффективность рабочего самоуправления в условиях сращения партийцев и технократов, обладавших реальной властью на предприятиях, дисбаланс в отношениях хозяйствующих субъектов, усугубленный реформой 1976 года, экономическое обособление республик, в дальнейшем приведшее к распаду единого внутриюгославского рынка, не могли быть разрешены на основе модели Карделя.

## Сочинения
В 1960 году опубликовал книгу «Социализм и война», в которой отмечал, что социалистический Китай может первым начать войну, в этом же году книга была издана в СССР малым тиражом с грифом «Распространяется по специальному списку», в продажу не поступала.
- Социализм и война. — М., 1960. — 210 с.
- Направления развития политической системы социалистического самоуправления. — М.: Прогресс, 1977. — 231 с. — Рассылается по спец. списку
- Самоуправление и политическая система. — Белград: Социалистическая мысль и практика, 1980. — 345 с.
- Тито и социалистическая революция Югославии. — Белград: Социалистическая мысль и практика, 1980. — 303 с.